# 江戸紫
江戸紫（えどむらさき）は、色名の一つ。JISの色彩規格では「こい青みの紫」としており、一般的にも青みがかった紫色をいう。江戸時代、武蔵野に自生するムラサキソウを用いて江戸で染めたことからの色名と言われる。赤みが強い京紫に対して青みの強いことが特徴。古代紫に対して「今紫」とも呼ばれ、くすんだ古代紫よりも鮮やか。歌舞伎の人気演目『助六由縁江戸桜』で、主人公の助六が巻く鉢巻きの色が代表的な江戸紫として知られる。他説として、紫に藍を加えて染め出した色という説や、赤みがかった紫色という説もある。

## 意匠

### 自治体

東京都旗

- 1964年（昭和39年）10月1日に制定された東京都旗は、江戸紫の地に白色の東京都紋章を配したものである[2]。
- 千代田区では公共サインの基本キーカラーを江戸紫と定めている[3]。

### 行政機関
- 1965年（昭和40年）11月1日に制定された警視庁旗は、江戸紫の地に白色の略日章を配したものである。

### 大学
- 江戸紫は順天堂大学がスクールカラーに制定している[4]。
- 同志社大学はスクールカラーに制定する「ロイヤル・パープル」を「日本の古代紫と江戸紫の中間色」としている[5]。
- 立教大学のスクールカラーは「紫色（王の色／ロイヤル・パープル）」だが、陸上競技部カラーは同部OBの口伝によると代々江戸紫とされており、箱根駅伝本選のタスキの色には江戸紫を採用している[6]。